# Dipterocarpus lamellatus
Espèce
Classification phylogénétique
Statut de conservation UICN

 CR A1cd+2cd, B1+2c, C1, D : 
En danger critique
Dipterocarpus  lamellatus  est une espèce de grands arbres sempervirents de Bornéo en danger critique d'extinction de la famille des Dipterocarpaceae. Elle fait partie de la liste des 100 espèces les plus menacées au monde établie par l'UICN en 2012.

## Répartition
L'espèce est endémique des forêts mixtes de dipterocarps sur les collines côtières Sabah.

## Préservation
L'espèce est considérée comme en danger critique d'extinction du fait de la déforestation par l'Union internationale pour la conservation de la nature qui la classe sur la liste des 100 espèces les plus menacées au monde, établie en 2012.